# Gare de Montmartin-sur-Mer
La gare de Montmartin-sur-Mer est une gare ferroviaire française, fermée, de la ligne d'Orval - Hyenville à Regnéville-sur-Mer, située sur le territoire de la commune de Montmartin-sur-Mer dans le département de la Manche en région Normandie. 

## Situation ferroviaire
Situé dans le bourg, la gare de Montmartin-sur-Mer est située au point kilométrique (PK) 5,4 de la ligne d'Orval - Hyenville à Regnéville-sur-Mer entre la Gare de bifurcation d'Orval - Hyenville et de terminus de Regnéville-sur-Mer (fermée).

## Histoire
Destiné à desservir le port de Regnéville-sur-Mer, alors important port maritime de la baie du Mont-Saint-Michel, cet embranchement à la ligne de Coutances à Avranches, a été classée sous le no 50 dans la  loi du 17 juillet 1879 (Plan Freycinet) portant classement de 181 lignes de chemin de fer dans le réseau des chemins de fer d’intérêt général, et concédée à la Compagnie des chemins de fer de l'Ouest à titre éventuel par une loi le 15 mars 1886. 
Inaugurée le dimanche 3 août 1902, la ligne présentait un profil rude, la gare de Montmartin-sur-Mer se trouvant, à 44 m d'altitude, à un seuil atteint par deux rampes de 15 ‰. La ligne, outre le port de Regnéville, desservait également les carrières de « marbre » de Montmartin (en réalité, un calcaire très dur). 
La gare perdit toute utilité après le déferrement de la ligne en 1942.